# Gia tộc Nakatomi
Gia tộc Nakatomi (中臣氏 Nakatomi-uji, ‘’Trung Thần thị’’) là một gia tộc thế lực tại Nhật Bản cổ. Nhà Nakatomi là một trong hai gia tộc pháp sư chủ trì các buổi tế lễ quan trọng tầm cỡ quốc gia. Gia tộc này cũng tuyên bố mình có nguồn gốc thần thánh và "chỉ kém một chút so với dòng dõi Hoàng gia". Người ta nói rằng, ít lâu sau khi Thiên hoàng Jimmu đăng cơ, vị trí saishu (chủ tế) được lập ra. Từ sau thế kỷ 8, vị trí này thường do thành viên gia tộc Nakatomi nắm giữ. Mặc dù thực quyền không lớn nhưng tầm quan trọng về mặt nghi lễ và tinh thần khiến trong thời hoàng kim, hai gia tộc Nakatomi và Imibe danh giá chỉ kém có Hoàng gia.
Một trong những nghi lễ quan trọng nhất do gia tộc Nakatomi làm chủ lễ là nghi lễ thanh tẩy Ōharai tiến hành hai lần một năm. Đại tư tế (người nhà Nakatomi) cầu xin các vị thần (‘’kami’’) thanh tẩy những linh hồn vẩn đục của con người.

## Thời kỳ Asuka
Nhờ vai trò và vị trí lễ nghi trong thời Asuka, gia tộc Nakatomi là một trong những phe phái bảo thủ nhất phản đối việc truyền bá đạo Phật vào Nhật Bản trong thế kỷ 6. Tuy vậy, tới thời Nakatomi no Kamatari vào đầu thế kỷ thứ 7, gia tộc này thay đổi quan niệm, có lẽ là vì lòng trung thành và sự liên hệ mật thiết với Hoàng thất. Nhà Nakatomi đi theo Thái tử Shotoku, người có lẽ là ủng hộ đạo Phật mạnh mẽ nhất trong lịch sử Nhật Bản và sau đó là Hoàng tử Naka no Ōe, tiêu diệt gia tộc Soga, gia tộc đang nắm quyền thời đó (xem Sự biến Isshi).
Gia tộc Nakatomi sớm bị nhiều gia tộc khác ganh tỵ vì quyền lực và uy thế tại triều đình cũng như sức ảnh hưởng tới việc kế vi của Hoàng tộc. Tuy vậy, cho dù không nhiều vinh hoa phú quý như các giá tội khác, vào giữa thế kỷ thứ 7, tộc trưởng nhà Nakatomi vẫn là người quyền lực nhất nước Nhật . Kể cả trong thế kỷ thứ 8, các thành viên nhà Nakatomi vẫn duy trì được địa vị lễ nghi của mình, truyền đời giữ chức vị đứng đầu Thần kỳ quan (Jingi-kan, tức cơ quan coi sóc việc tế lễ) thành lập năm 701 theo bộ Luật Taihō.

## Tiền thân của nhà Fujiwara
Vị tộc trưởng có lẽ là nổi tiếng nhất, Nakatomi no Kamatari, được Thiên hoàng Tenji ban cho cái tên Fujiwara làm phần thưởng cho lòng trung thành với quốc chủ. Kamatari vinh dự trở thành người mở đầu gia tộc Fujiwara với quyền lực và uy thế phi thường trong thời kỳ Heian (794-1185).